# كأس العالم للهوكي 2010
كأس العالم للهوكي 2010 (بالإنجليزية: 2010 Men's Hockey World Cup)‏ هو الموسم 12 من  كأس العالم للهوكي. أقيم خلال الفترة 28 فبراير 2010 وحتى 13 مارس 2010، وأشرف على تنظيمه الاتحاد الدولي للهوكي.